# Санкт-Блазиен
Санкт-Блазиен (нем. St. Blasien) — город в Германии, в земле Баден-Вюртемберг.
Подчинён административному округу Фрайбург. Входит в состав района Вальдсхут. Население составляет 3899 человека (на 31 декабря 2011 года). Занимает площадь 54,36 км². Официальный код — 08 3 37 097.
Город расположен в Южном Шварцвальде. Горный курорт. Известен также находящимся здесь бенедиктинским монастырём (основан в 948 г.) и одним из крупнейших католических соборов Европы.

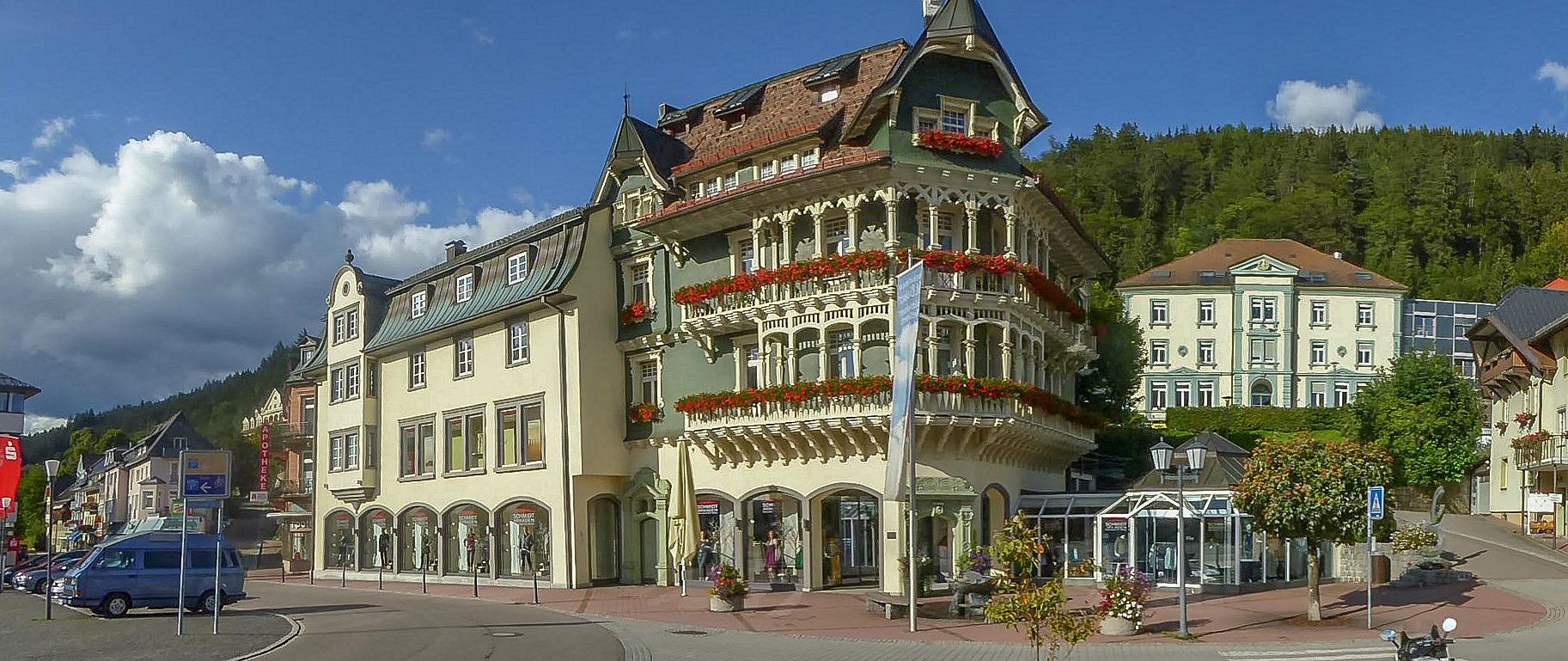
Улица в историческом центре города
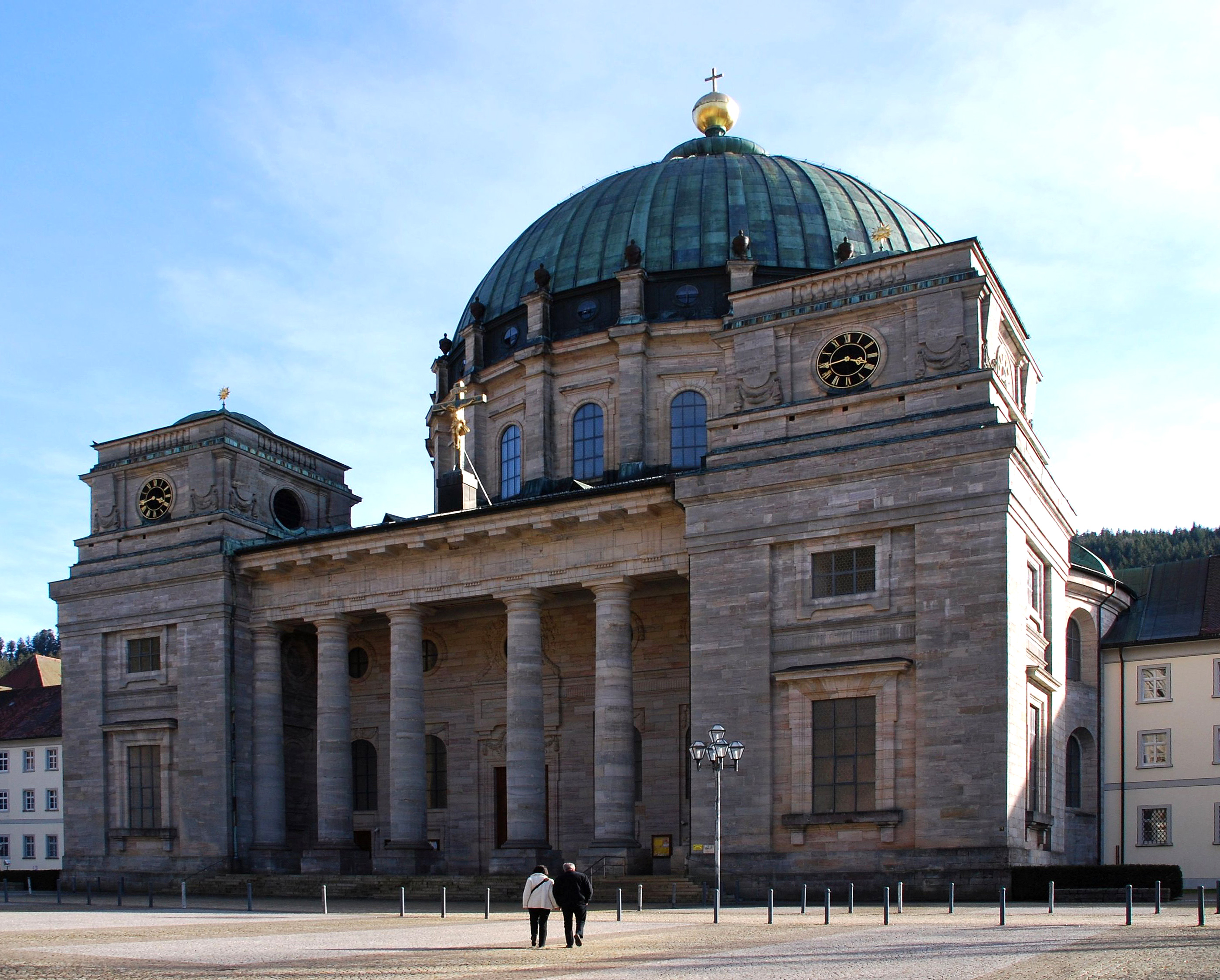
Собор св. Власия